# Лосино-Островское
Лосино-Островское — нежилой посёлок в Сасовском районе Рязанской области России.
Входит в состав Алёшинского сельского поселения (до 2004 года — Алёшинский сельский округ).

## Географическое положение
Посёлок находится в центральной части Сасовского района, в 17 км к югу от райцентра.
Ближайшие населённые пункты:
- село Вялсы в 3,5 км к северо-востоку;
- село Арга в 5,5 км к востоку;
- село Новое Берёзово в 4,5 км к юго-востоку;
- село Малый Студенец в 4 км к югу;
- село Большой Студенец в 3 км к юго-западу;
- село Калиновец в 3 км к юго-западу;
- село Ярново в 4,5 км к западу;
- село Алёшино в 5,5 км к северо-западу.

## Климат
Климат умеренно континентальный с умеренно жарким летом (средняя температура июля +19 °С) и относительно холодной зимой (средняя температура января −11 °С). Осадков выпадает около 600 мм в год.

## Население
| 1981 | 2010 |
| ---- | ---- |
| 10   | ↘0   |

## Транспорт
Не имеет дорог с твёрдым покрытием. Маршруты общественного транспорта отсутствуют.